# 空中ブランコ (Plastic Treeの曲)
「空中ブランコ」は、日本のバンドPlastic Treeの21枚目のシングルである。2005年12月14日発売。発売元はJ-ROCK。

## 概要
- 3ヶ月連続シングル第3弾
- ジャケットサイズカレンダー4枚封入。

## 収録曲
1. 空中ブランコ
作詞：有村竜太朗、作曲：長谷川正、編曲：Plastic Tree
2. 月の光をたよりに
作詞：有村竜太朗、作曲：ナカヤマアキラ、編曲：Plastic Tree
3. 空中ブランコ -Instrumental
作曲：長谷川正、編曲：Plastic Tree

## 収録アルバム

### 空中ブランコ
- オリジナル『シャンデリア』（2006年6月28日）
- ベスト『ゲシュタルト崩壊』（2009年8月26日）
- ベスト『ALL TIME THE BEST』（2010年7月7日）

### 月の光をたよりに
- ベスト『B面画報』（2007年9月5日）